# Виноградівський замок
Виногра́дівський замок (інша назва — За́мок Ка́нків) — замок на Закарпатті, пам'ятка архітектури національного значення (№ 177). Розташований на східній околиці міста Виноградова, біля підніжжя Чорної Гори.

## Назва
Виноградівський замок має назву замок Канків. Існують дві версії походження такої назви. Згідно з однією з них, певний час замком володів лицар-розбійник Канко, від імені якого пішла назва. За іншою версією, найменування походить від назви одного з елементів одягу ченців-францисканців, монастир яких розміщувався в замку в XV—XVI століттях, — овечого капюшона-накидки «канків».

## Історія

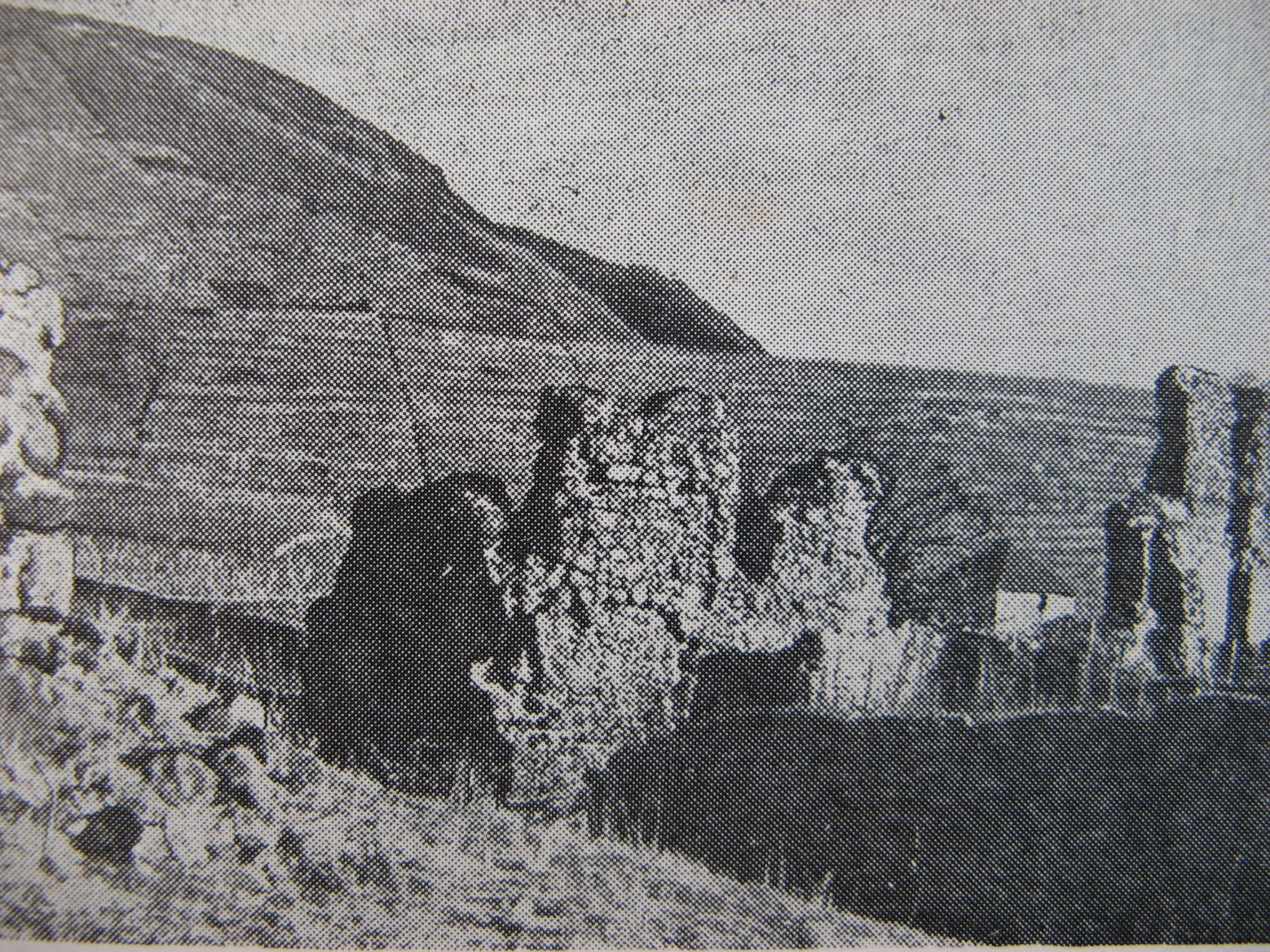
Руїни замку Канків. Фотографія 1950-х років

На думку істориків, перше укріплення на місці майбутнього замку з'явилося в IX столітті як дерев'яне давньослов'янське городище. Частина дослідників вважає, що фортифікація згадується в «Діяннях угрів» угорського хроніста XII століття Аноніма.
Внаслідок остаточного закріплення Угорського королівства у Верхньому Потиссі в XI—XII століттях замок перетворюється на прикордонний форпост і стає лицарською фортецею. У середині XII століття король Геза II створив комітат Угоча, центром якого став Виноградівський замок.
Для відновлення краю після монголо-татарської навали король Бела IV запросив на Закарпаття німецьких поселенців. 1262 року король надав місту Севлюш (колишня назва Виноградова) право самоврядування. Згідно з королівською грамотою 1280 року замок та місто передано у власність дворянина Міклоша, сина Петра. 1307 року король Карл I Роберт передав укріплення магнату Беке Боршо. 1314 року Боршо став на бік Матея Чака, що підняв повстання проти короля. За наказом короля березький жупан Томаш штурмував замок і повернув його під контроль королівської влади. Внаслідок бойових дій укріплення зазнали значних пошкоджень і були зруйновані. Надалі фортеця належала угорській короні й перебувала у зруйнованому вигляді.
За заслуги у битвах проти османів 1399 року угорський король Сигізмунд Люксембург подарував замок барону Петеру Перені, нащадки якого володіли Севлюшем протягом наступних чотирьох століть. Перені почав зводити кам'яні стіни, руїни яких збереглися дотепер. Однак за шість років, 1405 року, Перені отримав від короля ще й сусідній замок Нялаб у Королеві. Саме там переважно проживала родина Перені.
Наприкінці XV століття Перені передали територію замку ченцям-францисканцям. 1505 року там з'явився монастирський комплекс, у якому зберігалися мощі святого Яноша Капістранського, що загинув 1456 року під час облоги Белграда. Після того як барон Ференц Перені став протестантом і перейшов на бік протурецького трансильванського князя Яноша Жиґмонда Запольяї, становище ченців погіршилося. 1554 року Перені захопив монастир, пограбував його, а францисканців вигнав. Частину з них прихистив родич Ференца Янош Перені у замку Нялаб. У відповідь на такі дії імператор Фердинанд I Габсбург надіслав у Севлюш військові загони на чолі з Імре Телекеші, які 1557 року зруйнували фортецю. Відтоді замок перебуває в стані руїн.

## Архітектура
Замок мав прямокутну форму з розмірами 44,5{\displaystyle \times }35 м. У кутах споруди існували бастіони. У 30 метрах від західного муру стояла одноярусна каплиця з напівкруглим вівтарем. Також на відстані 40 метрів у північно-східному напрямку від замку стояв костел. Між основною спорудою із житловими приміщеннями та каплицею було викопано криницю.

## У культурі
Руїни замку слугували декораціями для відомих радянських кінофільмів «Гроза над полями», «Над Тисою», «Табір іде в небо».

## Галерея

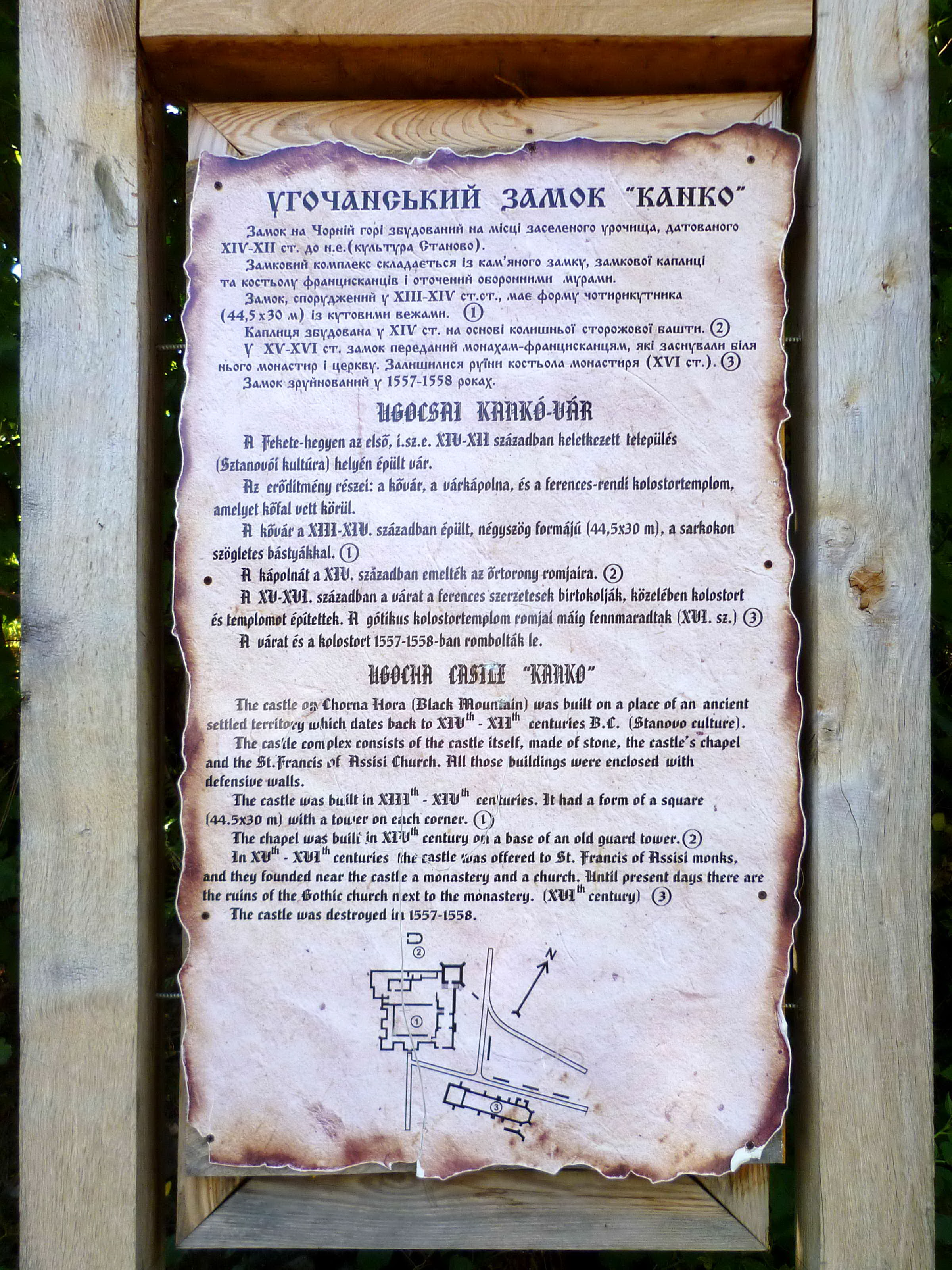
Інформаційна таблиця
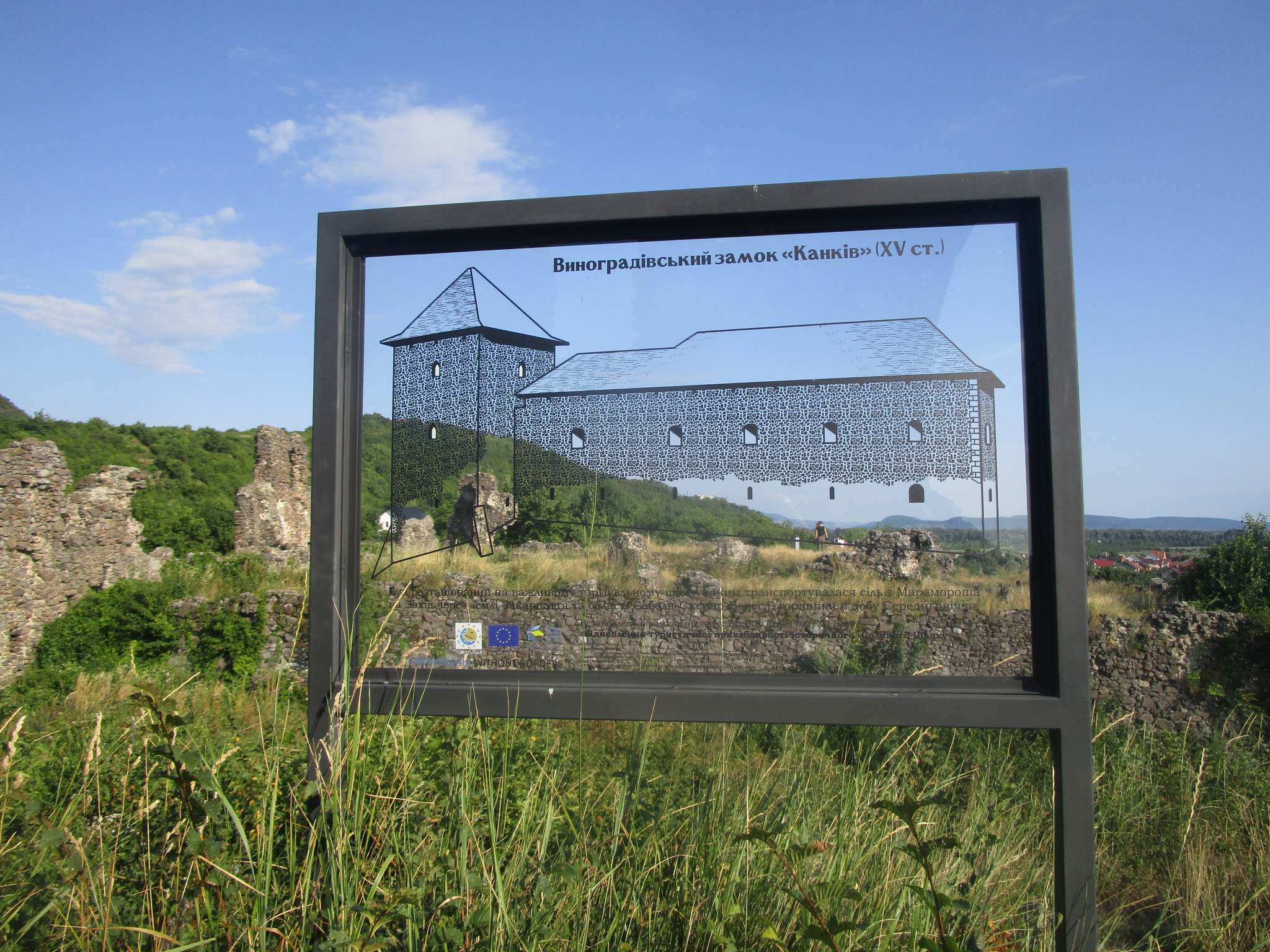
Стенд із первісним виглядом замку
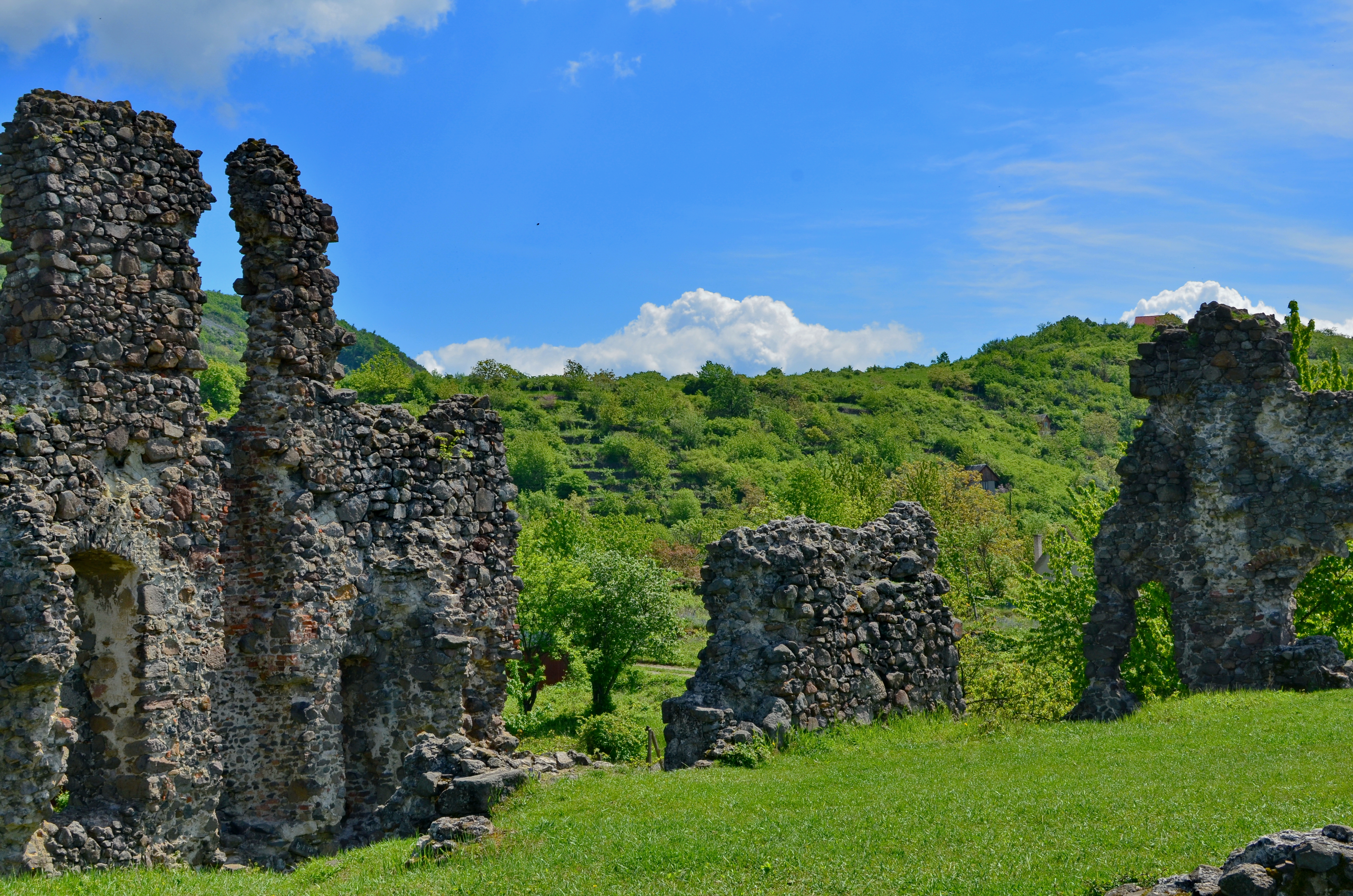
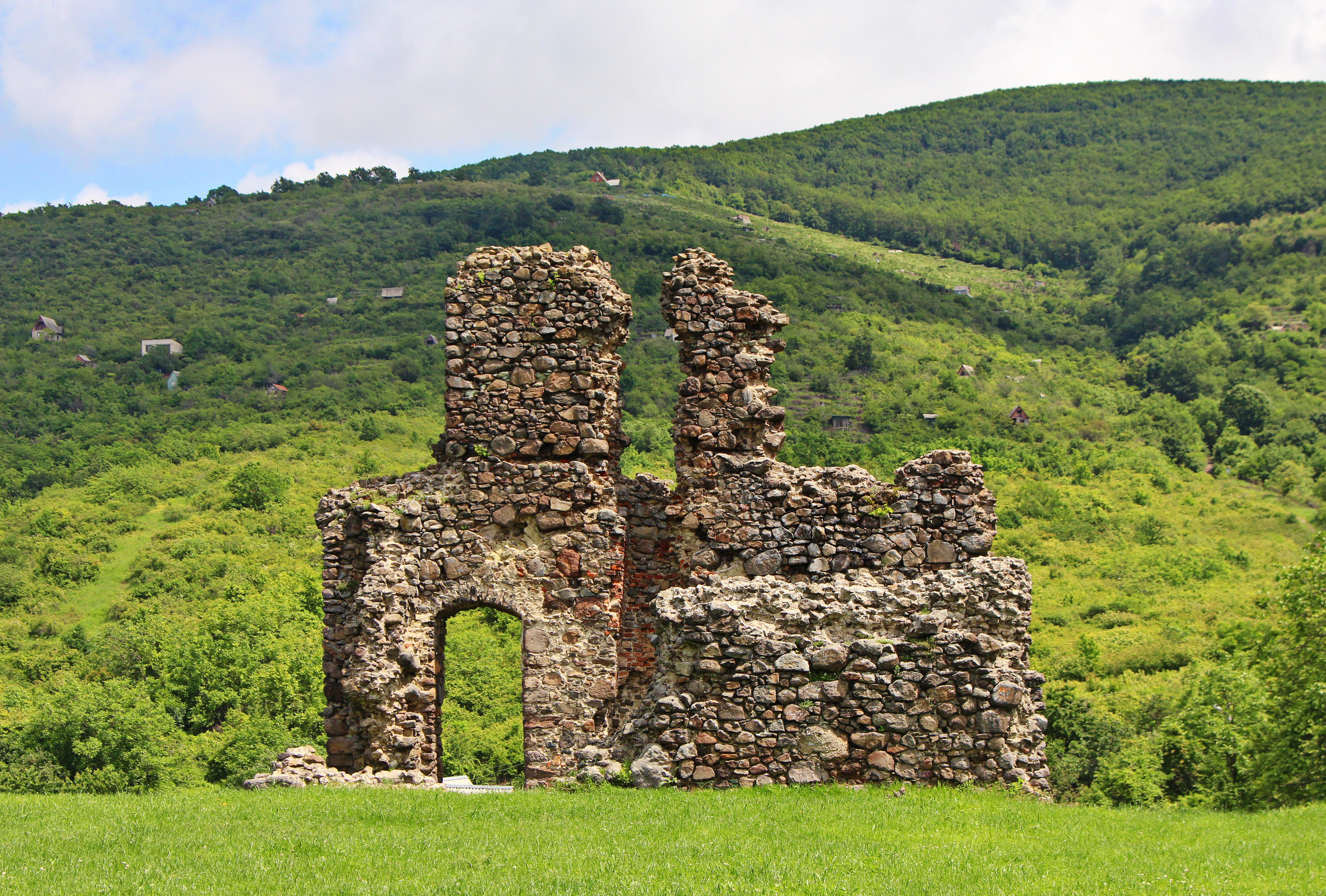
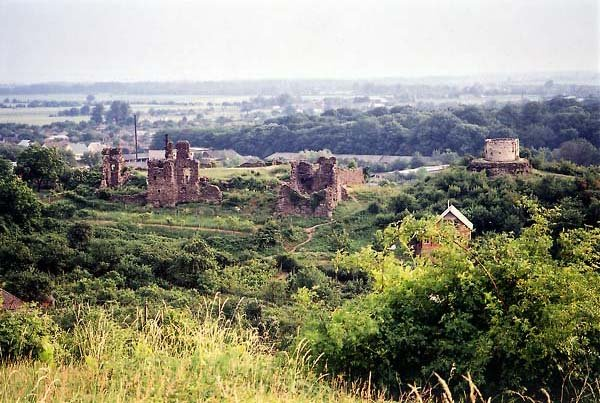
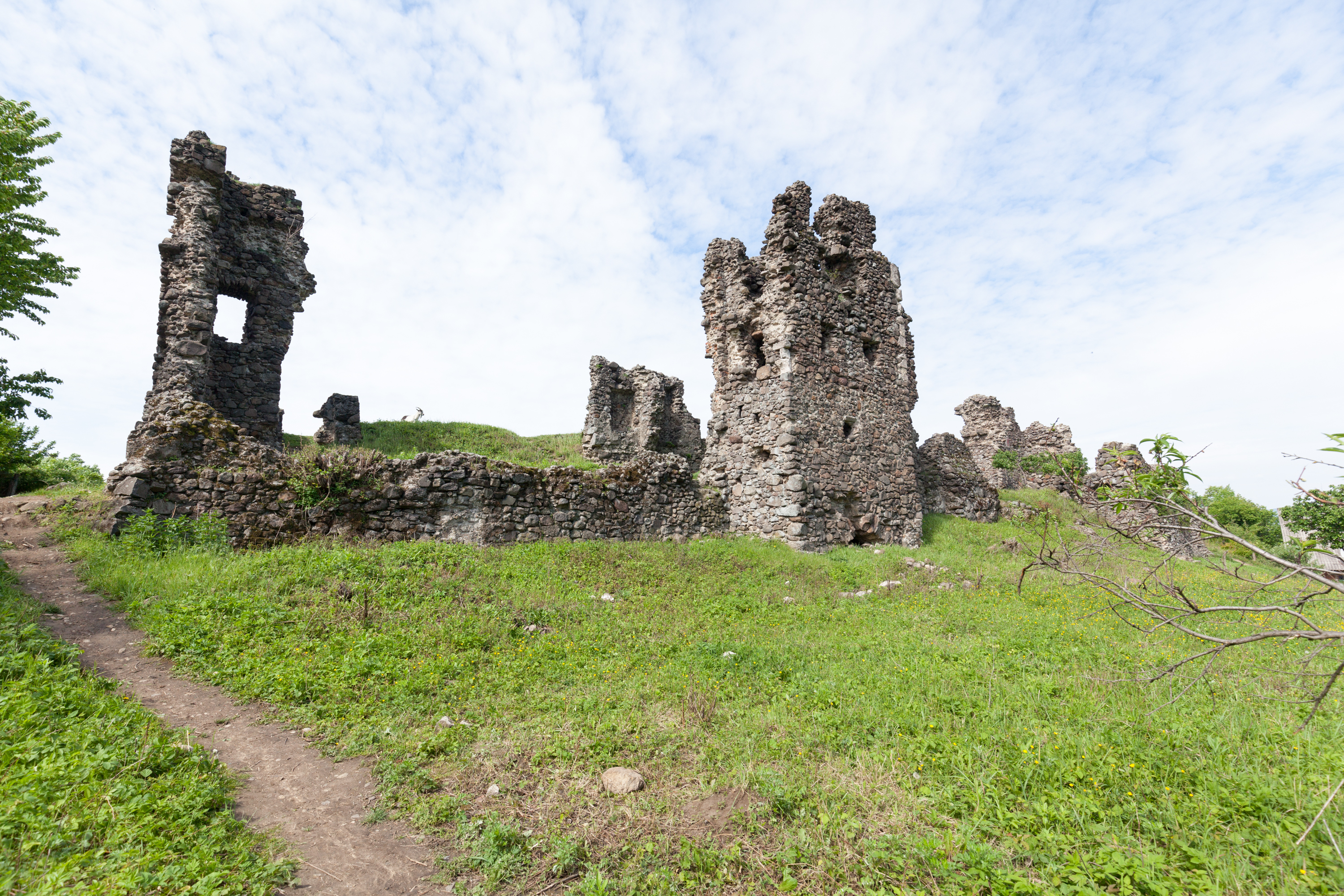